# Kybernetische Anthropologie
Kybernetische Anthropologie ist ein kognitionswissenschaftlicher Fachbereich, der Anthropologie und Kybernetik mit einer technikinduzierten Theoriebildung verbindet.
Der Begriff geht zurück auf eine Schrift des deutschen Kybernetikers und Informationstheoretikers Karl Steinbuch von 1961, in der er „das Eindringen mathematischer Werkzeuge in Wissensgebiete, in denen sie bisher nicht praktikabel erschienen“, feststellt. Der neue Fachbereich der kybernetischen Anthropologie trat mit dem Vorhaben an, durch eine dritte Kultur (in Anlehnung an Charles Percy Snows Schlagwort von den „Zwei Kulturen“) den Gegensatz zwischen Natur- und Geisteswissenschaften zu überwinden.
Die Kombinierbarkeit einer mathematisch-technischen Disziplin mit der Menschenwissenschaft ist umstritten. Der deutsche Medien- und Kulturtheoretiker Stefan Rieger begründete sie 2003 folgendermaßen: „Die Applizierbarkeit der Kybernetik und ihrer Figuren ausgerechnet auf die Anthropologie […] hat ihren epistemischen Ort weniger in der Technik als vielmehr in der Formation anthropologischer Konstrukte, in der Formation eines anthropologischen Wissens und in letzter Konsequenz in der Formierung des Menschen selbst“.
Aktuelle Ansätze, wie sie Rieger vertritt, wenden die kybernetische Anthropologie auf die Medienwissenschaft an.